# Jesús Gómez Villadiego
Jesús Gómez Villadiego (2 de septiembre de 1999) es un deportista de España que compite en atletismo. Ganó dos medallas de plata en el Campeonato Europeo de Atletismo Sub-23 de 2021, en las pruebas de 200 m y 4 × 100 m.